# Täljstensskogen
Täljstensskogen är ett naturreservat i Pajala kommun i Norrbottens län.
Området är naturskyddat sedan 2019 och är 0,2 kvadratkilometer stort. Reservatet omfattar stränderna av en sträcka av Tärendöälven och består av kalkbarrskog av främst gran.